# 아메리칸 신디케이트
《아메리칸 신디케이트》(영어: American Yakuza)는 미국에서 제작된 프랭크 커펠로 감독의 1993년 범죄 영화이다. 비고 모텐슨, 이시바시 료, 마이클 누리, 프랭클린 어자이 등이 출연하였고, 아키 고미네 등이 제작에 참여하였다. 이 영화는 1993년 12월 일본에서 극장 개봉되었고 1994년 대한민국에 개봉되었다. 1995년 미국에서 비디오로 출시되었고, 2002년 러시아에서 DVD 프리미어화되었다.
1996년 속편 《아메리칸 신디케이트 2: 백 투 백》이 공개되었다.

## 출연진
- 비고 모텐슨
- 이시바시 료
- 마이클 누리
- 프랭클린 어자이
- 유지 오쿠모토
- 로버트 포스터
- 니키 캣
- 존 후지오카

## 기타 제작진
- 미술: 셰이 오스틴